# Histoire d'aimer

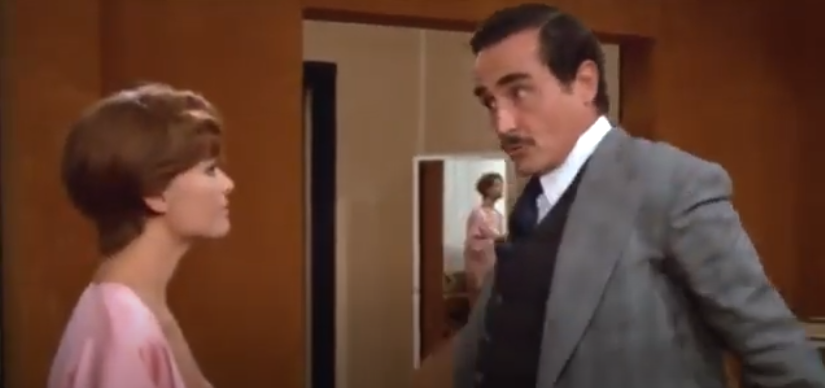
Scène du film Histoire d'aimer

Histoire d'aimer (A mezzanotte va la ronda del piacere) est un film de procès italien de Marcello Fondato, sorti en 1975, avec Claudia Cardinale, Vittorio Gassman et Monica Vitti.

## Synopsis
Tina, une jolie écervelée est mariée avec Gino, un Don Juan rustique. Ils forment un couple volcanique qui vit entre bagarres et réconciliations.  Un soir qu'ils se battaient sur un chantier, Gino tombe dans un égout à ciel ouvert et disparait.
Accusée de meurtre, Tina est déférée devant la cour d'assises. 
Parmi les jurés, se trouve Gabriella Sansoni, l'épouse d'Andrea Sansoni, un ingénieur qui a été l'un des amants de Tina et qui a assisté à la chute de Gino. Pour sauver Tina, Gabriella exige qu'il se présente devant le tribunal, mais un événement inattendu se produit.

## Fiche technique
- Titre : Histoire d'aimer
- Titre original : A mezzanotte va la ronda del piacere
- Réalisateur : Marcello Fondato
- Durée : 92 minutes
- Scénaristes : Marcello Fondato, Francesco Scardamaglia
- Producteurs : Elio Scardamaglia
- Directeur de production : Massimo Ferrero
- Musique : Guido de Angelis, Maurizio de Angelis.
- Dates de sortie : 
  - Italie : 19 février 1975
  - France : 6 avril 1977
- Affiche : René Ferracci (France)

## Distribution
- Vittorio Gassman: Andrea Sansoni
- Claudia Cardinale: Gabriella Sansoni
- Giancarlo Giannini: Gino
- Monica Vitti: Tina
- Renato Pozzetto: Fulvio